# どんぐり兄弟
どんぐり兄弟（どんぐりきょうだい）は、松竹芸能所属の兄弟お笑いコンビ。NSC大阪校25期生。

## 概要
1998年に、早稲田大学お笑い工房LUDOを両者が設立後、NSC大阪校25期を卒業。2008年に正式にコンビ結成し、2009・10年のM-1グランプリでは無所属ながら3回戦に進出。その後は松竹芸能に所属し、2015年には初めて準々決勝に進出した。また、同年関西演芸しゃべくり話芸大賞 大賞を受賞している。

## メンバー
あきら（生年月日不明）
- 弟。ツッコミ担当、立ち位置は向かって左。
- 本名は福井 朗。大阪府出身。
- 身長は158cm。体重は64kg。
- 趣味はディズニーグッズ集め、スターバックス巡り
- 既婚者である

さとる（生年月日不明）
- 兄。ボケ担当、立ち位置は向かって右。長髪。
- 本名は福井 哲。大阪府出身。早稲田大学社会科学部中退。
- 身長は158cm。体重は41kg。
- 趣味は幅の狭い場所。隙間で寝ること。
- 2020年にMENSA入会[5]。

## 賞レース戦歴

### M-1グランプリ
| 年度（回）       | 結果         | エントリー No. | 会場                                  | 日程           | 備考                      |
| ---------------- | ------------ | -------------- | ------------------------------------- | -------------- | ------------------------- |
| 2009年（第9回）  | 3回戦進出    |                |                                       |                |                           |
| 2010年（第10回） | 3回戦進出    |                |                                       |                |                           |
| 2015年（第11回） | 準々決勝進出 | 1150           | [大阪] なんばグランド花月             | 11月5日（木）  |                           |
| 2016年（第12回） | 3回戦進出    | 904            | [京都] よしもと祇園花月               | 10月20日（木） |                           |
| 2017年（第13回） | 3回戦進出    | 3251           | [京都] よしもと祇園花月               | 10月26日（木） |                           |
| 2018年（第14回） | 3回戦進出    | 968            | [京都] よしもと祇園花月               | 10月24日（水） |                           |
| 2019年（第15回） | 3回戦進出    | 2161           | [京都] よしもと祇園花月               | 10月28日（月） |                           |
| 2020年（第16回） | 2回戦進出    | 2664           | [大阪] COOL JAPAN PARK OSAKA SSホール | 10月29日（木） |                           |
| 2021年（第17回） | 2回戦進出    | 3300           | [大阪] 森ノ宮よしもと漫才劇場         | 10月8日(金)    |                           |
| 2022年（第18回） | 3回戦進出    | 207            | [東京] よしもと有楽町シアター         | 10月31日（月） |                           |
| 2023年（第19回） | 3回戦進出    | 3387           | [大阪] よしもと漫才劇場               | 10月30日（月） | 1回戦3位通過 ラストイヤー |

### その他賞レース
- 2015年 第4回 関西演芸しゃべくり話芸大賞 大賞
- 2016年 第51回上方漫才大賞 新人賞ノミネート
- 2016年 YTV漫才新人賞 2016-17 ROUND1 第10位
- 2017年 YTV漫才新人賞 2016-17 ROUND3 第11位
- 2017年 YTV漫才新人賞 2017-18 ROUND1 第12位
- 2018年 YTV漫才新人賞 2018-19 ROUND1 第9位
- 2019年 カドキング カドファイナル進出

## 出演
テレビ
- ミヤネのナンバーワン2016(関西テレビ、2016年12月28日)
- 松竹芸能60周年記念特番 オール松竹レジェンド大賞(関西テレビ、2017年7月13日)
- 漫才マン（関西テレビ、2016-17,19年）

ラジオ
- 森脇健児のサタデーミーティング（KBS京都ラジオ、「ジョーシン街角感動スタジアム」にて）
- なにわ演芸荘（MBSラジオ、松竹芸能の部屋コーナーにて）[7]

ライブ
- バトルオワライヤル（さとる）
- GakuyaAB合同～大阪お笑いを楽屋Aから盛り上げるぞ～ライブ
- よしもと×松竹芸能～ネタとトーク交流戦～[8]
- スパンキープロ「お盆大興行」[9]